# Afonso V av Kongo
Afonso V av Kongo (Ndo Mfunsu V på Kikongo och Afonso V på portugisiska), död 1787, var kung av Kongo mellan 1784 och 1787.
Han efterträdde sin bror José I av Kongo utan strid i april 1785 och var en del av den södra fraktionen av Kanda Kinzala, baserad i Nkondo. Han var en kung känd för sin fromhet och antog den pompösa titeln den mäktige Dom Alfonso V, kung av Kongo, härskare över en del av Etiopien i sina brev. Det är möjligt att han blev förgiftad av sin efterträdare för att kunna ta tronen. Hans plötsliga död orsakade en period av oro inom nationen som inte skulle upphöra förrän Henrique II tog tronen.